# Karl Levi
Karl Levi war ein deutscher Fußballspieler, -funktionär und Leichtathlet.

## Leben
Im Jahre 1899 trennten sich einige Männer vom Cannstatter Fußball-Club und gründeten den FC Stuttgarter Kickers, darunter Karl Levi und sein Bruder Eduard. Karl Levi war als Gründungsmitglied auch Teil der ersten Vorstandschaft des Vereins und fungierte als zweiter Vorsitzender der Kickers.
Bei ersten Spiel der Vereinsgeschichte, das am 8. Oktober 1899 auf dem Stöckach-Platz gegen den FC Stuttgart 1894 stattfand, kam Levi zum Einsatz. Die Partie endete 11:0 für die Kickers. Nachdem der Stürmer am 26. Mai 1901 bei der 1:3-Niederlage bei Frankonia Karlsruhe sein letztes Spiel für die Kickers absolviert hatte, wanderte er in die USA aus.
Karl Levi war auch Leichtathlet und lief 1900 bei einem Sportfest in Stöckach mit 11,0 Sekunden über 100 Meter in deutscher Rekordzeit. Mit der 4-mal-100-Meter-Staffel, in der auch Richard Haußmann im Team mitlief, wurde er Süddeutscher Meister.